# Bronisław Kierzkowski
Pour les articles homonymes, voir Kierzkowski.
 (juin 2014).
Si vous disposez d'ouvrages ou d'articles de référence ou si vous connaissez des sites web de qualité traitant du thème abordé ici, merci de compléter l'article en donnant les références utiles à sa vérifiabilité et en les liant à la section « Notes et références ».
Bronisław Kierzkowski est un peintre polonais, né le 28 août 1924 à Łódź (Pologne) et mort le 21 mai 1993 à Varsovie. 

## Biographie
Bronisław Kierzkowski est l'élève de Julius Studnicki à l'Académie des Beaux-Arts de Sopot, et de E. Eibisch à l'Académie des Beaux-Arts à Varsovie jusqu'en 1955. Il dirige de 1963 à 1975 le département de peinture à la faculté des beaux-arts de l'Université Copernic de Toruń. En 1965, il réintègre en qualité de professeur l'Académie des beaux-arts de Varsovie. De 1975 à 1978, il enseigne à l'Institut d'enseignement de l'art de Lublin, avant de revenir à Varsovie.

## Expositions / collections
Les œuvres de Bronisław Kierzkowski sont détenues par des collectionneurs privés ou exposées au public dans des musées, notamment en Pologne et au Danemark.
Musées
- Musée d'art de Łódź (Muzeum Sztuki w Łodzi - Pologne)[1]
- Musée d'art moderne d'Aalborg (Kunsten Museum Of Modern Art Aalborg - Danemark)[2]